# Фабія Амбуста Молодша
Фа́бія Амбу́ста Моло́дша (лат. Fabia Menor; близько 400 до н. е. — після 369 до н. е.) — впливова матрона часів Римської республіки.

## Життєпис
Походила з патриціанського роду Фабіїв. Донька Марка Фабія Амбуста, військового трибуна з консульською владою у 381 і 369 роках до н. е. Здобула гарну освіту.
Була дружиною плебея Гая Ліцинія Кальва Столона. У 376 році до н. е. під впливом заздрості до сестри — Фабії Амбусти Старшої, виданої заміж за патриція Сервія Сульпіція Претекстата, військового трибуна з консульською владою 377, 376, 370 і 368 років до н. е.), спонукала чоловіка і батька боротися за зрівняння в правах патриціїв і плебеїв. Таким чином було прийнято закони Ліцинія і Секстія.
Після обрання чоловіка у 369 році до н. е. стосовно подальшої долі Фабії відсутні відомості.

## Родина
- син Гай Ліциній Кальв Столон